# Pediacus subglaber
Pediacus subglaber is een keversoort uit de familie platte schorskevers (Cucujidae). De wetenschappelijke naam van de soort werd in 1854 gepubliceerd door John Lawrence LeConte.